# 佐藤友香 (ポーカープレイヤー)
佐藤 友香（さとう ゆか、本名：朝: 김우카、キム ウッカ、1980年7月15日 ‐ ）は、大阪府出身のプロポーカープレイヤー、実業家である。所属はエベレストポーカー。在日韓国人として生まれた韓国系日本人である。

## 人物
- 大阪府出身。ニックネームはオンラインポーカーのハンドルネームでもあるアイスビア（icebeer）[1]。
- チームエベレスト所属の日本で唯一の女性プロポーカー（テキサス・ホールデム）プレイヤー。
- ゴージャスなドレスとネイルがトレードマーク。
- 日本国内では、ポーカーとは別に実業家としての別の顔も持ち、企業経営に携わる。
- ラスベガスやモンテカルロなどで行われる海外のトーナメントで華々しい成績をマークしている。
- 2007年3月にオンラインポーカーサイト「エベレストポーカー」主催のオーディションで1万4000人の中から「チームエベレスト」の10人に選ばれた。

## 戦歴
- 2007年 第1回全日本ポーカー選手権 レディース部門 優勝 エベレストポーカーとプロ契約・
- 2008年、ワールドシリーズオブポーカー(LasVegus)メインイベント $25,000を獲得
- 2009年5月末、World Women Open (LONDON) 2位、$30,000獲得
- 2009年7月、ワールドシリーズオブポーカー (LasVegus) サイドイベント　　$3,075獲得
- 2009年8月、アジアパシフィックポーカーツアー (MACAU) 30位  $7,831を獲得

## 主な出演

### テレビ
- 女流決戦!テキサス・ホールデム・ポーカー(2008年3月22日、MONDO21)
- ためしてガッテン（2009年9月30日、NHK）

### その他
- 夕刊フジ（2008年12月20日・2009年5月23日）

## 著作

### 単行本（翻訳）
- フィル・ゴードンのポーカー攻略法 入門編 カジノブックシリーズフィルゴードン（2010年6月11日、パンローリング）[2]
- フィル・ゴードンのポーカー攻略法 実践編 カジノブックシリーズ （2011年1月21日、パンローリング）